# Erasmo Zuleta
Erasmo Elías Zuleta Bechara (Montería 16 de noviembre de 1989) es un político colombiano. Actualmente Gobernador de Córdoba para el periodo 2024-2027. Fue electo Representante a la Cámara por su departamento, Córdoba, y miembro de la Comisión Tercera durante el periodo 2018 - 2022. Es administrador de empresas de la Universidad del Sinú y cuenta con una maestría en Gestión de Organizaciones de la misma universidad en convenio con la Universidad EAN y la Universidad de Quebec, Canadá. 
En 2013, empezó su actividad profesional como Asistente de la Coordinación General de la Universidad del Sinú, dónde posteriormente alcanzó el cargo de Asistente de Rectoría General y, finalmente, se desempeñó como Vicerrector Administrativo.

## Reseña biográfica
De ascendencia libanesa, Erasmo Zuleta Bechara pertenece a una de las familias más destacadas de Córdoba. Es nieto de Elías Bechara Zainúm y Saray Castilla, filántropos por la educación en el departamento y fundadores de la Universidad de Córdoba, la Universidad del Sinú y los primeros tres colegios públicos de Montería.
Se destacó en la Cámara de Representantes por ser autor de varios proyectos que en la actualidad son leyes de Colombia. Entre ellos la ley 2186 del 6 de enero de 2022. Por medio de la cual se fortalece el financiamiento de los pequeños y, medianos productores agropecuarios

## Gobernador de Córdoba (2024-presente)
El viernes 1 de noviembre de 2023, el Gobernador electo Erasmo, junto a su esposa Valeria, sostuvieron una reunión con el Gobernador Orlando Benítez y su esposa, la Primera dama Marta Ruiz, en el Palacio de Naín. Donde discutieron generalidades sobre Córdoba y algunas de las partes del proceso de transición entre Zuleta y Benítez.
El lunes 13 de noviembre de 2023, Zuleta recibió del Consejo Nacional Electoral y del Registraduría Nacional, la credencial que acreditaba su elección como Gobernador de Córdoba. El jueves 7 de diciembre de 2023, Zuleta sostuvo una reunión con la Ministra de Vivienda Catalina Velasco, acompañada de Mauren Jabib y Camilo Mejía, donde el gobierno acordó cofinanciar el plan de mejoramiento de viviendas que beneficiará a 5,000 familias en la primera etapa. El martes 10 de febrero de 2024, Zuleta luego de su visita al predio donde se construirá una nueva sede de la Universidad de Córdoba para los municipios de Valencia y Tierralta, esto con el fin de establecer la regionalización de la educación superior en Córdoba. El miércoles 21 de febrero de 2024 expreso públicamente su intención de que Salvatore Mancuso estuviese en el departamento con el fin de rendir cuentas y hablar con la víctimas del paramilitarismo en Córdoba.
El viernes 23 de febrero de 2024 Zuleta sostuvo una reunión con el presidente de la Cámara de Representantes, Andrés Calle con el fin de tener un acercamiento hacia el Gobierno Nacional en materia de infraestructura y inversión. El viernes 29 de febrero de 2024 durante su intervención fue enfático en que la competitividad del departamento se veía afectada por el alto costo en las tarifas de energía que se pagan en Córdoba. El martes 5 de marzo de 2024 pidió al Gobierno Nacional mantener las tarifas diferenciales de todos los peajes de Córdoba.Por otro lado el miércoles 6 de marzo anuncio en medio de una reunión el compromiso de Córdoba y su liderazgo como Gobernador en la transición energética sostenible del país. El miércoles 13 de marzo de 2024 anunciaría su intención de internacionalizar el Aeropuerto Los Garzones junto con el Gobierno Nacional. Por su parte la Agencia Nacional de Infraestructura, estableció que la internacionalización del aeropuerto tendría un costo 30 mil millones de pesos de los cuales Córdoba asumiría 20 mil aseguro Zuleta. El viernes 14 de marzo  de 2024 Zuleta propuso implementar diálogos de paz con el Clan del Golfo en Córdoba, a lo que Petro aceptó días después el miércoles 20 de marzo. El lunes 18 de marzo de 2024, Zuleta recibió al presidente Gustavo Petro en el aeropuerto Los Garzones para dar inicio a la agenda Con El Pueblo-Caribe entre el 18 y 19 de marzo.

## Distinciones
- Panel de Opinión cifras y conceptos, mejores Representantes a la Cámara de la última legislatura, 12 de noviembre de 2020
- Premios PolitiKa, al mejor congresista, 19 de noviembre de 2020.
- Panel de Opinión cifras y conceptos, mejores Representantes a la Cámara de la última legislatura, 12 de noviembre de 2021
- Panel de Opinión cifras y conceptos, mejores Representantes a la Cámara de la última legislatura, 11 de noviembre de 2021.
- Condecoración Cámara de Representantes, Orden de la Democracia Simón Bolívar en el grado de Gran Cruz, 14 de junio de 2022.